# Inspecteur Bayard
Pour les articles homonymes, voir Bayard.
L'inspecteur Bayard est le héros éponyme d'une bande-dessinée de Jean-Louis Fonteneau et Olivier Schwartz, publiée dans la revue Astrapi à partir de 1988.
La série se compose tantôt de petites enquêtes de quelques pages, tantôt d'une enquête d'un album entier. Dans les deux cas, le lecteur doit chercher des indices dans les pages pour découvrir l'identité du coupable ou la vérité d'une affaire.

## Synopsis
Ulysse Bayard est un grand homme blond, avec une mèche ondulée comme coiffure. Il porte un polo bleu et rouge et des gants blancs. Il conduit une voiture de sport rouge qu'il appelle Bayardmobile. Son nom vient probablement de celui de la maison d'édition Bayard Presse ou plus directement du chevalier Bayard (par analogie à son héroïsme).
Parmi ses amis sont Isabelle Mirrette (aussi surnommé Isa, petite fille espiègle ayant plusieurs animaux de compagnie), Sam Raflette (petit homme rond peu futé) et le Yorg (un robot massif au grand cœur, qui était d'abord un ennemi).
Son ennemi le plus récurrent est Orseck Malmor, génie du mal menant une organisation armée pour dominer le monde (le Yorg était un de ses sbires). Dans les pages-jeux d'Astrapi, Bayard affronte aussi un génie du mal du même genre s'appelant Monsieur K.

## Histoire
Les premiers épisodes ont été écrits par Jacqueline Cohen, Dieter, Sophie Chabot et Jean-Claude Cabanau en 1988, puis c'est Jean-Louis Fromenteau qui a pris le relais à partir de 1989. 

## Albums
À partir de 1993, des albums sont publiés par Bayard éditions (tomes 1 à 12), puis Bayard Jeunesse (dès le tome 13).
1. Pas de vacances pour l'inspecteur  (ISBN 2-7009-4082-2)
2. L'inspecteur n'a peur de rien  (ISBN 2-7009-4084-9)
3. Mystères à toute heure  (ISBN 2-7009-4085-7)
4. Lili, Grisbi et compagnie  (ISBN 2-7009-4092-X)
5. Les Dragons du diable  (ISBN 2-7009-4095-4)
6. Bons Baisers de l'inspecteur  (ISBN 2-7009-4099-7)
7. La Nuit du Yorg  (ISBN 2-7009-4101-2)
8. Alerte à Zyklopolis  (ISBN 2-7009-4106-3)
9. Sale temps pour l'inspecteur  (ISBN 2-2277-1506-5)
10. Coups de feu à New York  (ISBN 2-7470-0040-0)
11. L'inspecteur voit rouge  (ISBN 2-7470-0454-6)
12. L'Inspecteur Bayard chez les stars (Prix Jeunesse 7-8 ans au Festival d'Angoulême 2003)  (ISBN 2-7470-0648-4)
13. Ça chauffe à Texico !  (ISBN 2-7470-0956-4)
14. Le Yorg se déchaîne  (ISBN 2-7470-1622-6)
15. L'inspecteur crève l'écran  (ISBN 2-7470-1997-7)
16. Bienvenue en enfer  (ISBN 2-7470-2013-4)
17. Sam se rebiffe  (ISBN 978-2-7470-2765-6)
18. Trafics en Afrique  (ISBN 2-7470-3065-2)